# Przestrzenie T5 i T6
Przestrzeń {\displaystyle T_{5}} i przestrzeń {\displaystyle T_{6}} – terminy w topologii odnoszące się do jednych z najsilniejszych aksjomatów oddzielania.

## Definicje
Przestrzeń topologiczna {\displaystyle X} jest przestrzenią dziedzicznie normalną (albo całkowicie normalną albo {\displaystyle T_{5}}) wtedy i tylko wtedy, gdy {\displaystyle X} jest przestrzenią T4 w której każda podprzestrzeń jest normalna.
Przestrzeń topologiczna {\displaystyle X} jest przestrzenią doskonale normalną (albo {\displaystyle T_{6}}) wtedy i tylko wtedy, gdy {\displaystyle X} jest przestrzenią T4 w której każdy domknięty podzbiór jest przekrojem przeliczalnej rodziny zbiorów otwartych.

### Nazewnictwo
Tak jak w przypadku przestrzeni regularnych, Tichonowa czy też normalnych, istnieją pewne niekonsekwencje w użyciu terminów przestrzeń dziedzicznie/całkowicie normalna i przestrzeń {\displaystyle T_{5}} oraz przestrzeń doskonale normalna i przestrzeń {\displaystyle T_{6}}. Źródłem różnic jest zakładanie (bądź nie) aksjomatu T1. W tym artykule obowiązuje terminologia ustalona w monografii Engelkinga – zakładamy, że rozważane przestrzenie są przestrzeniami {\displaystyle T_{4}.}
Czytelnik literatury topologicznej powinien zawsze upewnić się co do znaczenia terminów stosowanych w przez autorów.

## Przykłady
- Następujące przestrzenie topologiczne są przestrzeniami doskonale normalnymi: przestrzeń liczb rzeczywistych z naturalną topologią, przestrzenie euklidesowe i ogólniej przestrzenie metryczne.
- Każda regularna przestrzeń topologiczna {\displaystyle X} która jest przeliczalna lub spełnia drugi aksjomat przeliczalności jest także przestrzenią doskonale normalną.
- Istnieją przestrzenie całkowicie normalne które nie są doskonale normalne. Rozważmy na przykład zbiór {\displaystyle \mathbb {R} } wszystkich liczb rzeczywistych z topologią {\displaystyle \tau } zawierającą wszystkie zbiory {\displaystyle U\subseteq \mathbb {R} } takie że {\displaystyle \mathbb {R} \setminus U} jest skończone lub {\displaystyle 0\notin U} lub {\displaystyle U=\varnothing .} Wtedy {\displaystyle (\mathbb {R} ,\tau )} jest przestrzenią {\displaystyle T_{5},} ale nie {\displaystyle T_{6}.}
- Istnieją przestrzenie T6, które nie są metryzowalne. Na przykład topologia na {\displaystyle \omega _{1}} wprowadzona przez bazę {\displaystyle \{\{0\}\cup \{(\alpha ,\beta ]\colon \,\alpha <\beta <\omega _{1}\}\}} nie jest metryzowalna ani nie spełnia drugiego aksjomatu przeliczalności.
- Pod założeniem ZFC + „istnieje zbiór Łuzina na prostej” można podać przykład doskonale normalnej, dziedzicznie ośrodkowej rozmaitości, która nie jest metryzowalna[2]. Konstrukcja tego typu przestrzeni wymaga założenia aksjomatów spoza ZFC[3].

## Własności
- Każda przestrzeń doskonale normalna jest całkowicie normalna.
- Obraz przestrzeni doskonale normalnej przez (ciągłe) odwzorowanie domknięte jest przestrzenią doskonale normalną.
- Podprzestrzeń przestrzeni doskonale normalnej jest doskonale normalna i tak samo dla przestrzeni dziedzicznie normalnych (czyli własności być przestrzenią doskonale normalną i być przestrzenią dziedzicznie normalną są własnościami dziedzicznymi).
- Następujące Twierdzenie Wedenisowa jest często podawane jako uzasadnienie że własność {\displaystyle T_{6}} jest własnością oddzielania:

Przestrzeń T1 {\displaystyle X} jest doskonale normalna wtedy i tylko wtedy, gdy dla każdej pary rozłącznych domkniętych zbiorów {\displaystyle A,B\subseteq X} istnieje funkcja ciągła {\displaystyle f\colon X\to [0,1]} taka, że {\displaystyle f^{-1}[\{0\}]=A} i {\displaystyle f^{-1}[\{1\}]=B.}
- Następujące twierdzenie jest często podawane jako uzasadnienie, że własność {\displaystyle T_{5}} jest własnością oddzielania:

Przestrzeń T1 {\displaystyle X} jest dziedzicznie normalna wtedy i tylko wtedy, gdy dla każdej pary zbiorów {\displaystyle A,B\subseteq X} takich że {\displaystyle A\cap \operatorname {cl} (B)=\varnothing =\operatorname {cl} (A)\cap B} istnieją zbiory otwarte {\displaystyle U,V\subseteq X} takie że {\displaystyle A\subseteq U,} {\displaystyle B\subseteq V} i {\displaystyle U\cap V=\varnothing .}